# مختار سيدي الحسن
مختار سيدي الحسن (مواليد 11 ديسمبر 1990)، المعروف باسم الحسن العيد، هو لاعب كرة قدم موريتاني يلعب حاليًّا مع نادي مسيمير القطري في مركز لاعب الوسط.
لعب لصالح نادي ليفانتي في دوري الدرجة الأولى الإسباني بين سنوات 2016-2018 في مركز المهاجم. يُعتبر أوّل لاعب موريتاني يُشارك في بطولة الدوري الإسباني الدرجة الأولى تاريخياً. انتقل إلى نادي ريال بلد الوليد ب في صيف 2018.

## وصلات خارجية
- مختار سيدي الحسن على موقع قاعدة بيانات كرة القدم.إي يو (الإنجليزية)
- مختار سيدي الحسن على موقع ناشيونال فوتبول تيمز (الإنجليزية)
- مختار سيدي الحسن على موقع Soccerway.com (الإنجليزية)